# 伊達警察署 (福島県)
伊達警察署（だてけいさつしょ）は、福島県伊達市にある、福島県警察が管轄する警察署。

## 所在地
- 住所：伊達市保原町大泉字大地内61-4

最寄りの駅は阿武隈急行大泉駅

## 管轄区域
- 伊達市

## 沿革
- 1876年（明治9年）：開署
- 1883年（明治16年）：保原警察分署に改称
- 1913年（大正2年）：石戸駐在所 故木村栄一郎巡査が洪水により殉職
- 1926年（大正15年）：保原警察署に改称
- 1948年（昭和23年）：保原地区警察署と改称
- 1954年（昭和29年）：警察法改正に伴い、保原警察署となる
- 1977年（昭和52年）：現在地に新築移転
- 2006年（平成18年）1月1日：伊達郡5町が合併し伊達市が発足したことにより、保原警察署から伊達警察署に改称

## 組織
- 警務課
- 庶務課
- 刑事課
- 地域課
- 交通課
- 生活安全課
- 警備係

## 交番・駐在所
| 交番       | 所在地                          | 管轄地域                                           |
| ---------- | ------------------------------- | -------------------------------------------------- |
| 梁川交番   | 伊達市梁川町字中町20番地1       | 梁川町全域                                         |
| 駐在所     | 所在地                          | 管轄地域                                           |
| 長岡駐在所 | 伊達市右城9番地1                | 旧伊達町地区（伊達町と伏黒、箱崎地区）             |
| 掛田駐在所 | 伊達市霊山町掛田字金子町3番地9  | 霊山町（掛田、小国、山野川地区）                   |
| 石戸駐在所 | 伊達市霊山町石田字宮下9番地     | 霊山町（掛田、小国、山野川地区を除く）             |
| 月舘駐在所 | 伊達市月舘町月舘字久保田8番地4  | 月舘町全域                                         |
| 富成駐在所 | 伊達市保原町富沢字下川原21番地4 | 保原町（所沢地区、富沢地区、柱田地区、高成田地区） |